# Neoitamus tabidus
Neoitamus tabidus är en tvåvingeart som först beskrevs av Johann Wilhelm Meigen 1820.  Neoitamus tabidus ingår i släktet Neoitamus och familjen rovflugor.
Artens utbredningsområde är Tyskland. Inga underarter finns listade i Catalogue of Life.